# Calyptothecium urvilleanum
Calyptothecium urvilleanum är en bladmossart som beskrevs av Brotherus 1906. Calyptothecium urvilleanum ingår i släktet Calyptothecium och familjen Pterobryaceae. Inga underarter finns listade i Catalogue of Life.